# 1030-е годы
1030-е (ты́сяча тридца́тые) го́ды по юлианскому календарю — промежуток времени с 1 января 1030 года по 31 декабря 1039 года, включающий 1030 год 3-го десятилетия   и с 1031 по 1039 годы    4-го десятилетия XI века 2-го тысячелетия.  Они закончились 986 лет назад.

## Важнейшие события
- 1031 — Кордовский халифат развалился на несколько эмиратов;
- 1035 — После смерти Санчо III Кастилия и Арагон становятся самостоятельными королевствами;
- Великая Сельджукская империя (1037—1194).

## Правители
- 1032 — Бенедикт IX становится папой римским;
- 1034 — Михаил IV становится византийским императором;
- 1034 — Конрад II коронован бургундской короной;
- 1039 — умирает Конрад II, королём Германии становится Генрих III.

## Культура
- Аль-Бируни (973—1048). «Книга, содержащая разъяснение принадлежащих индийцам учений, приемлемых разумом или отвергаемых» (1030).
- 1030 — Начало строительства собора в городе Шпайер;
- 1037 — умер персидский философ и врач Авиценна;